# Šantavec
Šántavec je desni pritok Trnave v skrajnem vzhodnem delu Slovenskih goric vzdolž državne meje s Hrvaško. Izvira v plitvi dolinici pri vasi Robadje v Medžimurskih goricah na Hrvaškem, teče sprva proti jugozahodu do slovensko-hrvaške državne meje in nato po njej proti jugu. Malo pred izlivom zavije nazaj na Hrvaško in se pri vasi Preseka izliva v Trnavo. Ves čas teče po razmeroma ozki dolini z ravnim, mokrotnim dnom, ki je izpostavljeno občasnim poplavam.
Dolina je skoraj povsem neposeljena in večinoma v mokrotnih travnikih ter mestoma v logih, le ob srednjem (Jastrebci) in spodnjem toku (Preseka) je na robu doline nekaj kmetij.
Struga potoka je ostala v povsem naravnem stanju, obdana z gostim obvodnim rastjem in skupaj s poplavno ravnico predstavlja bogate in dobro ohranjene mokrotne habitate.